# Brasserie du Pêcheur проти Німеччини
Brasserie du Pêcheur проти Німеччини та R (Factortame) проти SS для транспорту (№ 3) (C-46/93 та C-48/93) — об’єднана справа, яка стосується відповідальности держави за порушення законодавства в Європейській Унії.

## Зміст
Французький пивоварний завод подав до суду на уряд Німеччини про відшкодування збитків за те, що він не дозволив експортувати пиво до Німеччини наприкінці 1981 року через недотримання Biersteuergesetz 1952 9 і 10. Комісія вважала це порушенням статті 30 ДСЄС і порушила справу проти Німеччини за заборону (1) маркетингу продуктів під назвою пиво та (2) імпорту пива з добавками. Суд Справедливости визнав заборону на маркетинг несумісною з Договорами у справі Комісія проти Німеччини (1987) 178/84. Тоді Brasserie du Pêcheur вимагала 1,8 млн німецьких марок, незначну частину понесених збитків.
BGH сказав, що згідно з BGB § 839, GG ст. 34 для того, щоб держава відповідала, вона повинна діяти навмисно або недбало, і тільки якщо закон був написаний на користь третьої сторони.
У об’єднаній справі іспанські рибалки подали до суду на уряд Сполученого Королівства щодо компенсації через Закон про торгове судноплавство 1988 року. Уряд Сполученого Королівства стверджував, що законодавство було прийнято добросовісно та не мало на увазі порушення положення Договору, тому не повинно нести відповідальности.
У своєму висновку Генеральний адвокат Тесауро зазначив, що до 1995 року було винесено лише 8 рішень про відшкодування збитків.

## Судове рішення

### Суд Справедливости
Суд Справедливости постановив, що не має значення, що парламент ухвалив закон, і що він все одно несе відповідальність. Попереднє рішення Суду Справедливости також не було передумовою для настання відповідальности. Для відшкодування шкоди закон (1) мав бути спрямований на надання прав особам (2) бути достатньо серйозним (3) мати причинно-наслідковий зв'язок між порушенням і шкодою. Відповідальність держав-членів випливає з принципу ефективности закону. Відповідальність держав-членів відповідає тим же принципам відповідальности, що й відповідальність самого ЄУ. У законодавчому контексті, з широкою свободою розсуду, необхідно довести, що мало місце явне і грубе нехтування обмеженнями на здійснення свободи розсуду.
|  | 20 Як випливає з пункту 33 рішення у справі «Франкович та інші», повна ефективність права Спільноти була б порушена, якби особи не могли отримати відшкодування, коли їхні права були порушені внаслідок порушення права Спільноти. [...] 55 Що стосується другої умови, як щодо відповідальности Спільноти за статтею 215, так і щодо відповідальности держав-членів за порушення права Спільноти, то вирішальним критерієм для встановлення того, що порушення права Спільнотиє достатньо серйозним, є те, чи відповідна держава-член або установа Спільноти явно і серйозно нехтувала межами своєї дискреції. 56 [Суд зазначив, що фактори, які слід враховувати, включають ...] ясність і точність порушеного правила, міру свободи розсуду, яку це правило залишає національним органам влади або органам влади Спільноти, чи було порушення і заподіяна шкода навмисними або ненавмисними, чи була будь-яка юридична помилка виправданою або непростимою, той факт, що позиція, зайнята інституцією Спільноти, могла сприяти бездіяльності, а також ухвалення або збереження національних заходів або практик, що суперечать праву Спільноти. 57 З будь-якого погляду, порушення права Спільноти, очевидно, буде достатньо серйозним, якщо воно продовжується, незважаючи на рішення суду, що визнає порушення, про яке йдеться, встановленим, або на попереднє рішення чи усталену практику Суду з цього питання, з яких зрозуміло, що поведінка, про яку йдеться, становила порушення. [...] 63. Для того, щоб визначити, чи було порушення статті 52, вчинене Сполученим Королівством, достатньо серйозним, національний суд може взяти до уваги, серед іншого, правові суперечки, пов'язані з особливостями спільної політики у сфері рибальства, позицію Комісії, яка своєчасно довела свою позицію до відома Сполученого Королівства, а також оцінки стану визначеності права Спільноти, зроблені національними судами в рамках проміжних проваджень, порушених особами, на яких поширюється дія Закону про торговельне судноплавство. |

### Вищий суд Німеччини з цивільних справ
Коли справа Brasserie повернулася до Вищого суду Німеччини з цивільних справ (Bundesgerichtshof), він вирішив, що порушення були недостатніми для покладення відповідальности на Німеччину. Він заявив, що для покладення відповідальности не потрібно доводити умисел або недбалість.